# DZERO
株式会社dZERO（ディーゼロ、dZERO Inc.）は、日本の出版社。紙媒体に限らず、電子書籍や動画などのデジタルコンテンツの発信もおこなっている。

## 沿革
- 2013年7月1日　亜紀書房ZERO事業部が分社独立し、株式会社dZEROとなる。
- 2013年10月　株式会社インプレスコミュニケーションズと販売委託契約を結ぶ[1]。
- 2013年10月　動画配信サイトdZEROをオープンさせる。
- 2013年11月　動画配信サイトdZEROにてコンテンツの有料配信を開始する[2]。
- 2013年11月　紙の本の第一弾『統合失調症の責任能力 なぜ罪が軽くなるのか』（岡江晃）を刊行する。
- 2013年12月　紙の本の第二弾・第三弾『増補 談志が死んだ』（立川談志＋落語立川流一門）、『クラウド 増殖する悪意』を（森達也）刊行する。
- 2013年12月　dZERO設立後初の重版が決まる（『増補 談志が死んだ』） 。

## おもな刊行作品
- 『統合失調症の責任能力 なぜ罪が軽くなるのか』（著：岡江晃）
- 『増補 談志が死んだ』（著：立川談志+落語立川流一門）
- 『クラウド 増殖する悪意』 (著：森達也）
- 『水島シェフのロジカルクッキング2 [動画付き]プロ級レシピ徹底マスター』（著：水島弘史）

## 談志市場
株式会社dZEROが立川談志の事務所である談志役場の協力のもと、同社の動画配信サービスdZERO内で運営するデジタルコンテンツショップ。立川談志の高座や楽屋噺の映像を配信している。「天才落語家・立川談志の遺した仕事を次代に伝えるプロジェクト。あの伝説の高座映像、激レアのプライベート映像、病床でも書き続けた直筆短冊や声を失う直前の肉声など、ほかでは絶対に見られない、オリジナルの「立川談志」コンテンツをお届けします」としている。もともと前身の亜紀書房ZERO事業部がクラウド型コンテンツモールFan+内で運営していたが、2013年6月のFan+のサービス終了と株式会社dZEROの設立にともない、同社が運営する動画配信サービスdZEROに引き継がれた。